# Студена (община Враня)
Вижте пояснителната страница за други значения на Студена.
Студена (на сръбски: Студена или Studena) е село в Югоизточна Сърбия, Пчински окръг, Град Враня, община Враня.

## География
Селото се намира в областта на Ветернишката клисура. Отстои на 28,5 км северно от окръжния и общински център Враня, на югозапад от село Тумба, на 3,9 км южно от село Лалинце, на североизток от село Остра глава и на 4,9 км северно от село Големо село.

## История
По време на Първата световна война селото е във военновременните граници на Царство България, като административно е част от Вранска околия на Врански окръг.

## Население
Според преброяването на населението от 2011 г. селото има 70 жители.

### Етнически състав
Данните за етническия състав на населението са от преброяването през 2002 г.
- сърби – 117 жители (100%)